# Бубнов, Владимир Никитич
Влади́мир Ники́тич Бу́бнов (14.08.1867, Киев — после 1930) — русский общественный деятель и политик, член III Государственной думы от Киевской губернии.

## Биография
Сын богатого киевского купца Никиты Алексеевича Бубнова и Екатерины Степановны старш. (урожд. Савицкой). Двоюродный брат историка Николая Михайловича Бубнова. Прапраправнук Ивана Григорьевича Григоровича-Барского.
Православный. Личный дворянин. Землевладелец Киевской губернии (600 десятин).
Окончил 2-ю Киевскую гимназию и юридический факультет Киевского университета (1899). По окончании университета состоял кандидатом на судебные должности.
Участвовал в русско-японской войне прапорщиком запаса, состоял в Восточно-Сибирском осадном артиллерийском полку. Был награждён орденами Святой Анны 4-й степени с надписью «за храбрость» и Святого Владимира 4-й степени с мечами и бантом.
Занимался сельским хозяйством. Состоял почетным мировым судьей Бердичевского уезда, членом Бердичевской уездной земской управы, а также членом уездного комитета попечительства о народной трезвости. Дослужился до чина надворного советника.
В 1907 году был избран членом Государственной думы от Киевской губернии. Входил во фракцию умеренно-правых, с 3-й сессии — в русскую национальную фракцию. Состоял членом комиссий: по переселенческому делу, по судебным реформам, о торговле и промышленности.
Жил в Киеве, был холост. Жил в эмиграции в Париже.

## Награды
- Орден Святой Анны 4-й ст. с надписью «за храбрость» (ВП 20.09.1906)
- Орден Святого Владимира 4-й ст. с мечами и бантом (ВП 12.05.1907)